# Fimbristylis alata
Fimbristylis alata là loài thực vật có hoa trong họ Cói. Loài này được E.G.Camus mô tả khoa học đầu tiên năm 1910.